# La Aldea del Obispo
La Aldea del Obispo é um município da Espanha na província
de Cáceres,
comunidade autónoma da Estremadura, de área 37,85 km². Em 2021 tinha 299 habitantes (densidade: 7,9 hab./km²).

## Demografia
| Variação demográfica do município entre 1991 e 2004 | Variação demográfica do município entre 1991 e 2004 | Variação demográfica do município entre 1991 e 2004 | Variação demográfica do município entre 1991 e 2004 |
| --------------------------------------------------- | --------------------------------------------------- | --------------------------------------------------- | --------------------------------------------------- |
| 1991                                                | 1996                                                | 2001                                                | 2004                                                |
| 439                                                 | 429                                                 | 363                                                 | 384                                                 |